# Svenska Akademiens svensklärarpris

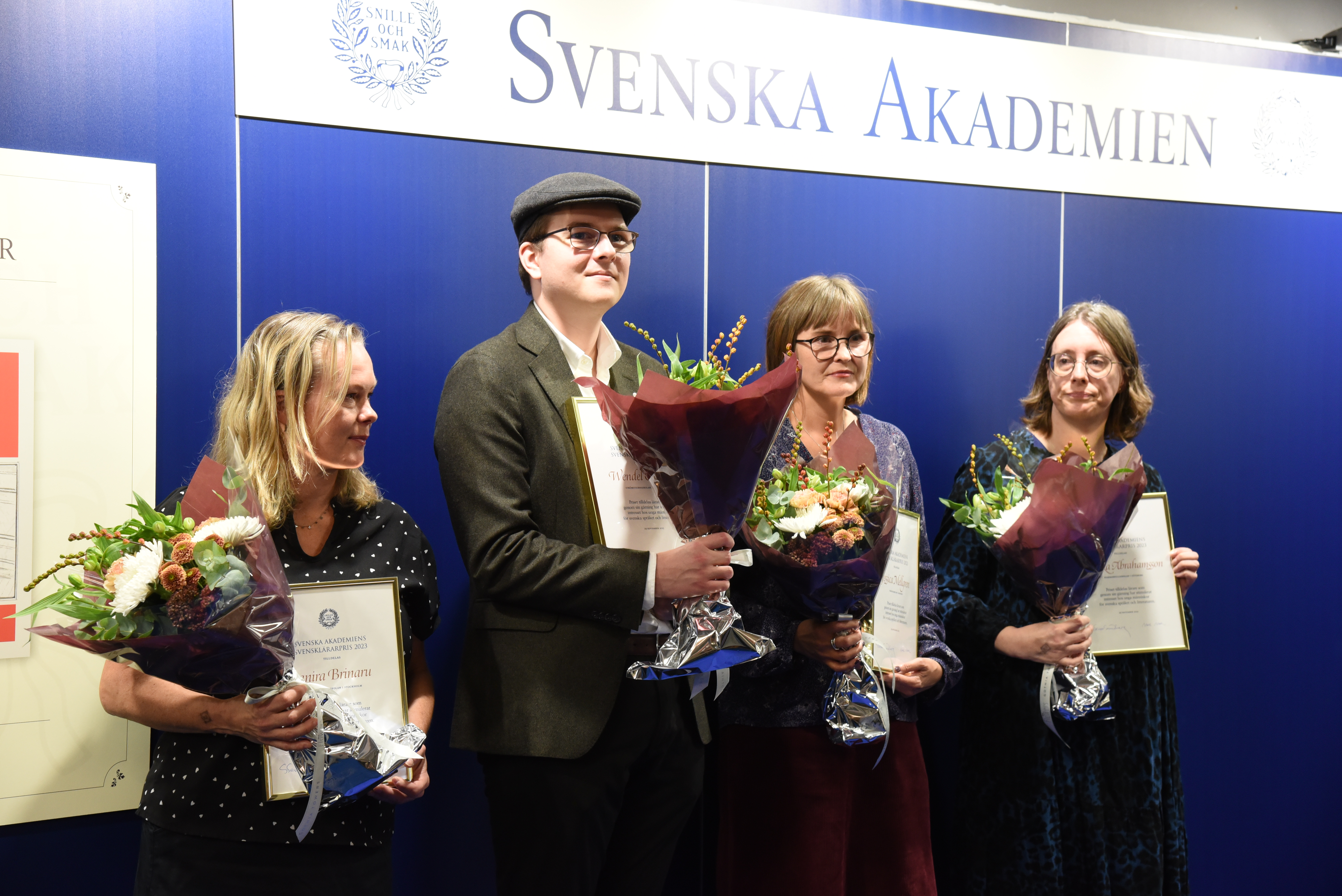
Mottagarna av Svenska Akademiens svensklärarpris 2023 på Bokmässan i Göteborg.

Svenska Akademiens svensklärarpris instiftades av Svenska Akademien 1987. Priset tilldelas lärare vilka genom sin gärning stimulerat intresset hos unga människor för svenska språket och litteraturen. 
Priset, vars belopp är 50 000 kronor vardera till pristagarna, utdelas varje år vid Bok- & Biblioteksmässan i Göteborg. Från och med 2016 är det fyra lärare som får utmärkelsen då Svenska Akademien instiftat ytterligare ett svensklärarpris som särskilt uppmärksammar lärare i svenska som andraspråk.

## Pristagare
- Ingrid Nettervik, Jan Nilsson (1987)
- Birgitta Bommarco, Inger Molander (1988)
- Margareta Grogarn, Elisabeth Lindmark (1989)
- Lars Aasa, Britt-Marie Hillerfjord (1990)
- Birgit Friberg, Bengt Ingelstam (1991)
- Lena Fischer, Elisabet Härenstam (1992)
- Gunnel Arvidsson, Pär Bergman, Lilian Perme (1993)
- Ingemar Moberg, Barbro Svensson, Björn Thunström (1994)
- Kjell Gunnar Johnsson, Ingrid Karlsson, Marianne Persson (1995)
- Ingegerd Bäckström, Carin Jörgel-Löfström, Staffan Sjövall (1996)
- Ann Boglind, Margareta Linnér, Åsa Lundström (1997)
- Gunilla Molloy, Lena Mårtensson, Lena Sjöqvist (1998)
- Kaj Attorps, Karin Jönsson, Rune Karlsson (1999)
- Mats Holmén, Lena Hultgren, Inger Norberg (2000)
- Kerstin Bergöö, Lars Burstedt, Lena Zeijlon (2001)
- Rolf Bjelm, Anita Welin Clarhäll, Els-Mari Gullberg (2002)
- Solveig von Börtzell, Monica Ekenvall, Annette Ewald (2003)
- Anette Stanger Eriksson, Anders Holme, Annika Löthagen (2004)
- Birgitta Fasth, Lena Josefsson, Christina Karlén (2005)
- Lena Alvåker, Maj Björk, Anne-Marie Körling (2006)
- Lotta Bergman, Anders Blomdahl, Cecilia Höjdén-Åhlmans (2007)
- Ewa Josefsson, Iréne Nilsson, Maj Stoddard (2008)
- Greta Björklund, Kerstin Magnusson, Eva Skanselid-Norén (2009)
- Kristina Hallind, Ann-Marie du Plessis, Maria Öhman (2010)
- Lisa Högberg, Kristina Magnér, Britta Stensson (2011)
- Anders Bernersson, Kajsa Hedlund, Anna Kaya (2012)
- Theres Brännmark, Marie Trapp, Björn Westerström (2013)
- Ingela Henrikson, Malin Larsson, Brita Malmcrona (2014)
- Maria Green, Therese Linnér, Agneta Nyström (2015)
- Johan Aasa, Martin Ahlstedt, Cecilia Peña, Josefin Nilsson, svenska som andraspråk, (2016)
- Anna Ekerstedt, Fredrik Sandström, Minna Wadman, Jenny Edvardsson (2017)
- Eva Hedencrona, Anneli Lerner, Mariette Liljekvist, Sara Viklund (2018)[1]
- Camilla Edvardsson Lundmark, Sara Persson, Daniel Sandin, Anki Källman och Anneli Wahlsten (2019)[2]
- Öyvinn Björkas, Anna Månsson Nylund, Katarina Lycken Rüter, och Annika Sjödahl (2020)[3]
- Anna Bergqvist, Annika Brogren, Stefan Ljungdahl, och Åsa Wedberg (2021)[4]
- Anna Brännström och Gunilla Lundström (delat pris), Anne-Maj Böös, Lillemor Karlsson och Veronica Lundin Sköldqvist (2022)[5]
- Marika Abrahamsson, Janira Brinaru, Wendel Carlsson, Jessica Mellgren (2023)[6]
- Regina Falk, Karin Herlitz, Emelie Ström och Linda Wikström (2024)[7]

## Galleri

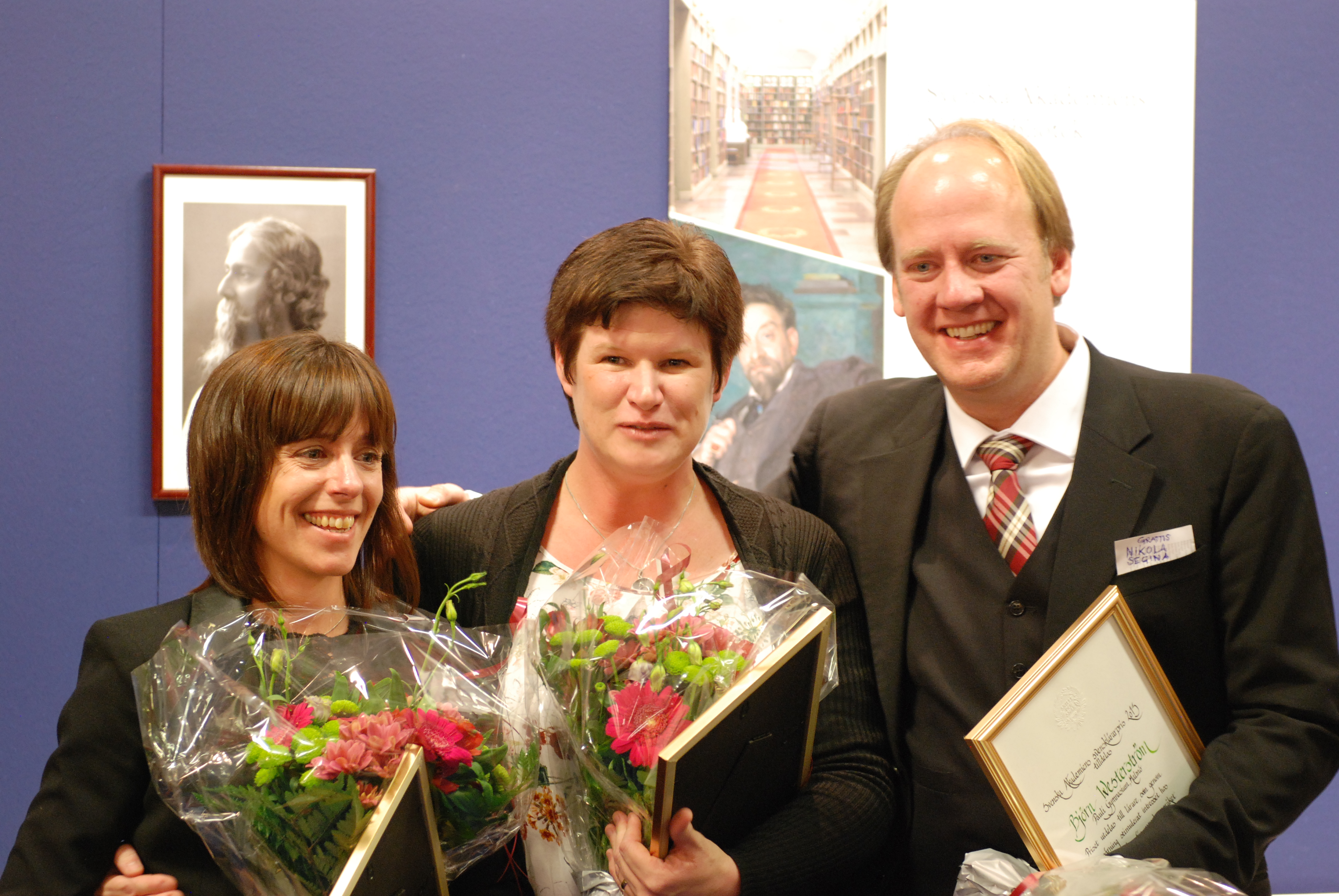
Mottagarna av Svenska Akademiens svensklärarpris 2013 Theres Brännmark, Marie Trapp och Björn Westerström.
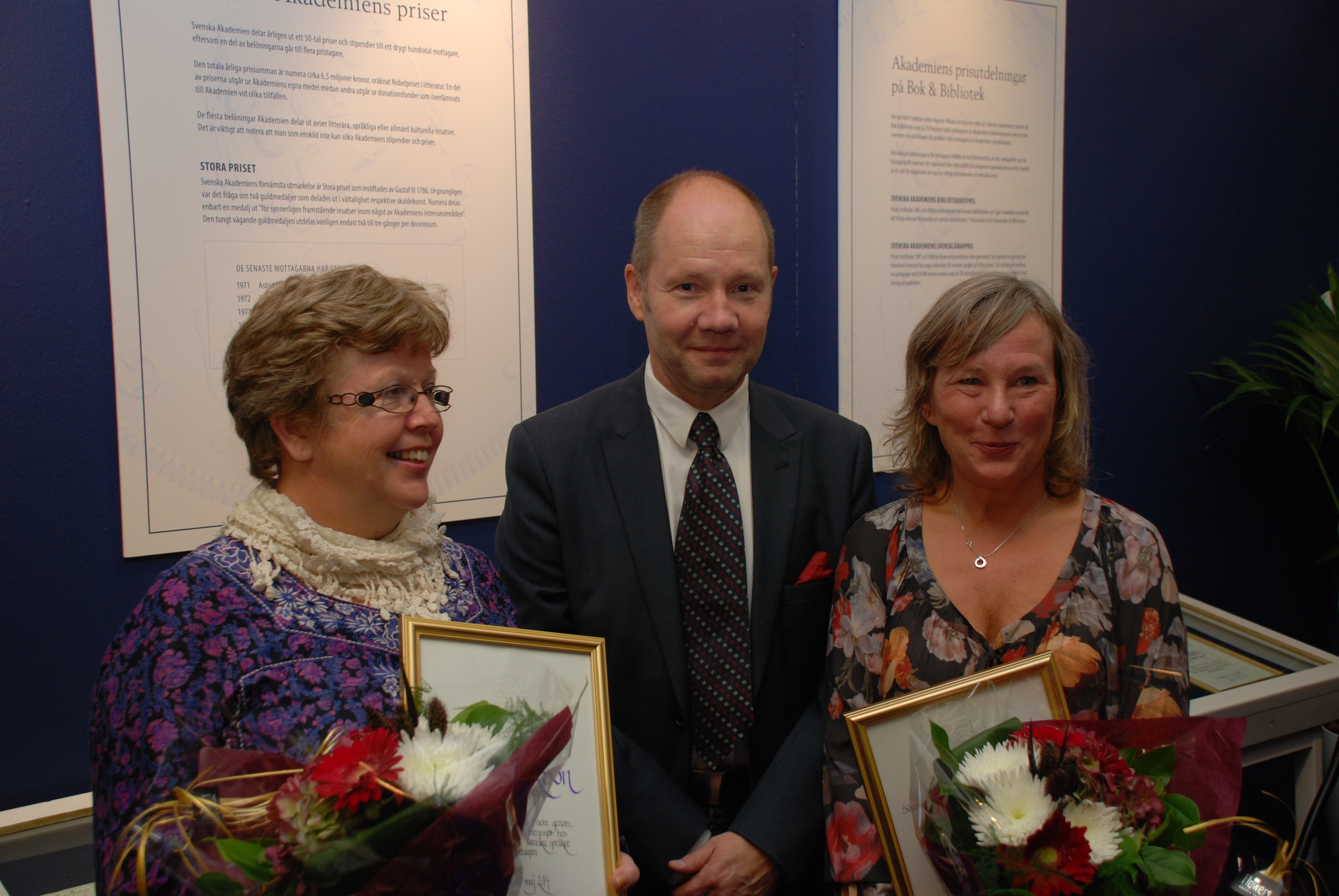
Mottagarna av Svenska Akademiens svensklärarpris 2014 Ingela Henrikson och Brita Malmcrona tillsammans med ständige sekreteraren Peter Englund.
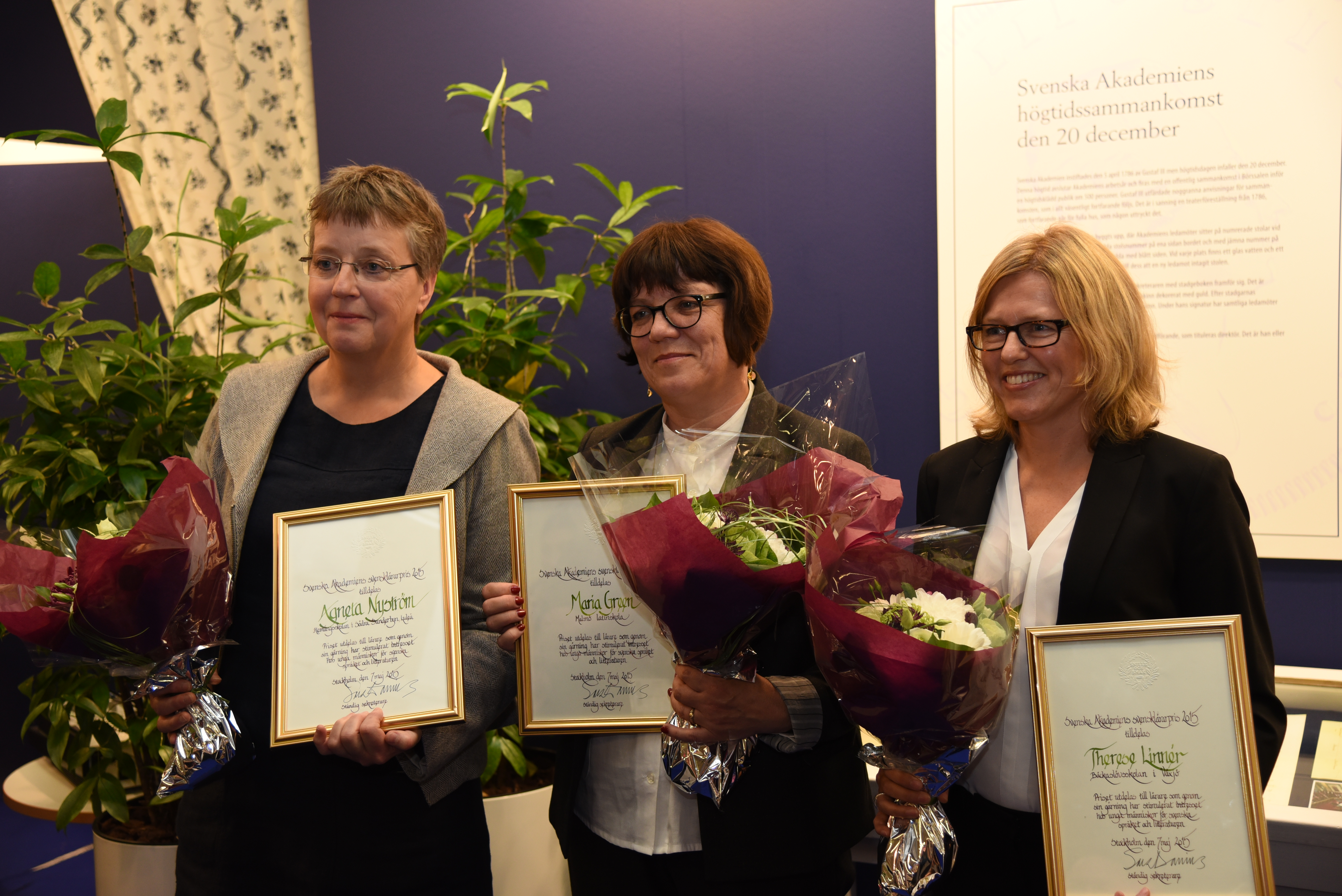
Mottagarna av Svenska Akademiens svensklärarpris 2015 Agneta Nyström, Maria Green och Therese Linnér.
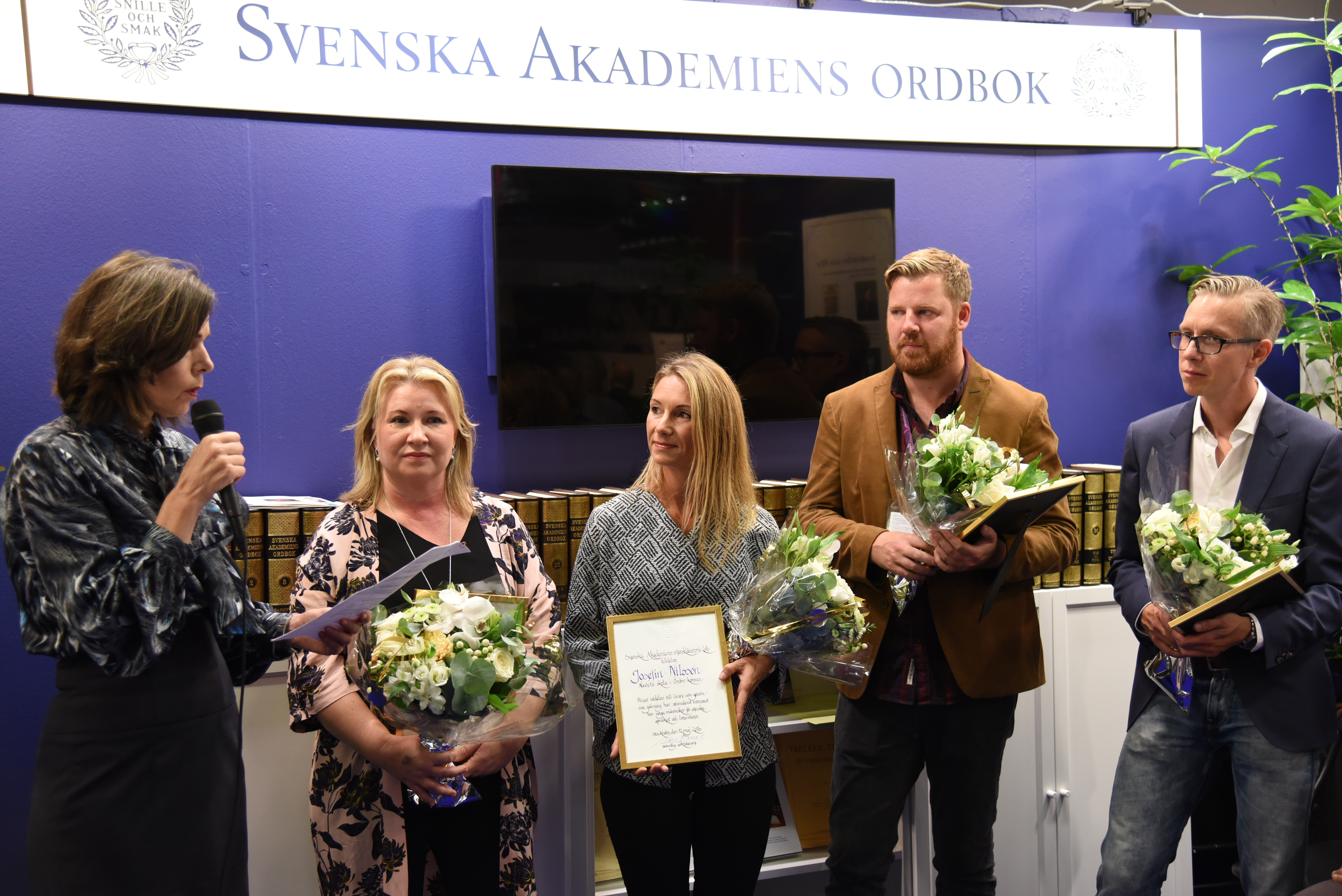
Mottagarna av Svenska Akademiens svensklärarpris 2016 Cecilia Peña, Josefin Nilsson, Martin Ahlstedt och Johan Aasa tillsammans med ständiga sekreteraren Sara Danius.
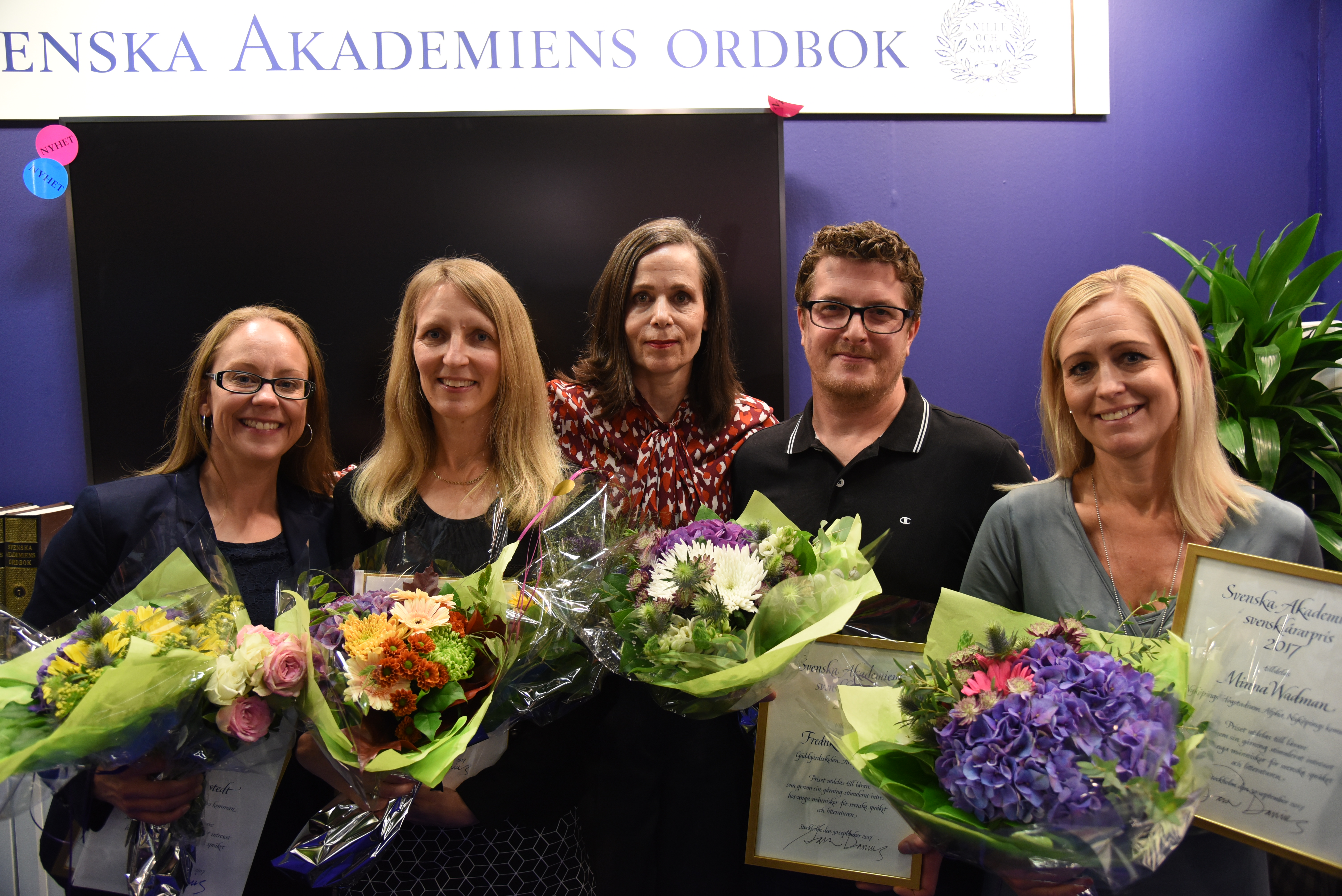
Mottagarna av Svenska Akademiens svensklärarpris 2017 Anna Ekerstedt, Jenny Edvardsson, Fredrik Sandström och Minna Wadman tillsammans med ständiga sekreteraren Sara Danius.
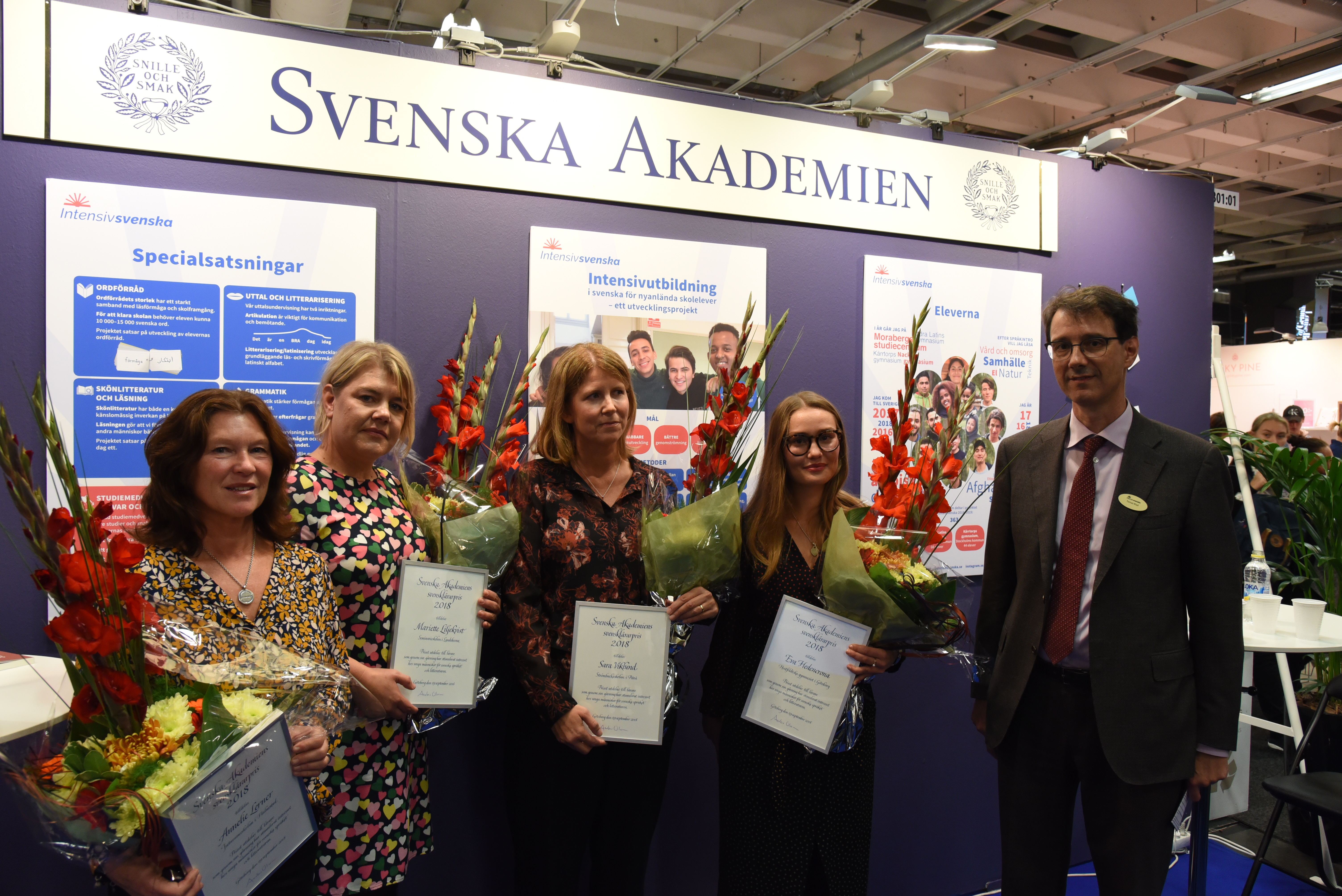
Mottagarna av Svenska Akademiens svensklärarpris 2018 tillsammans med akademiledamoten Tomas Riad.
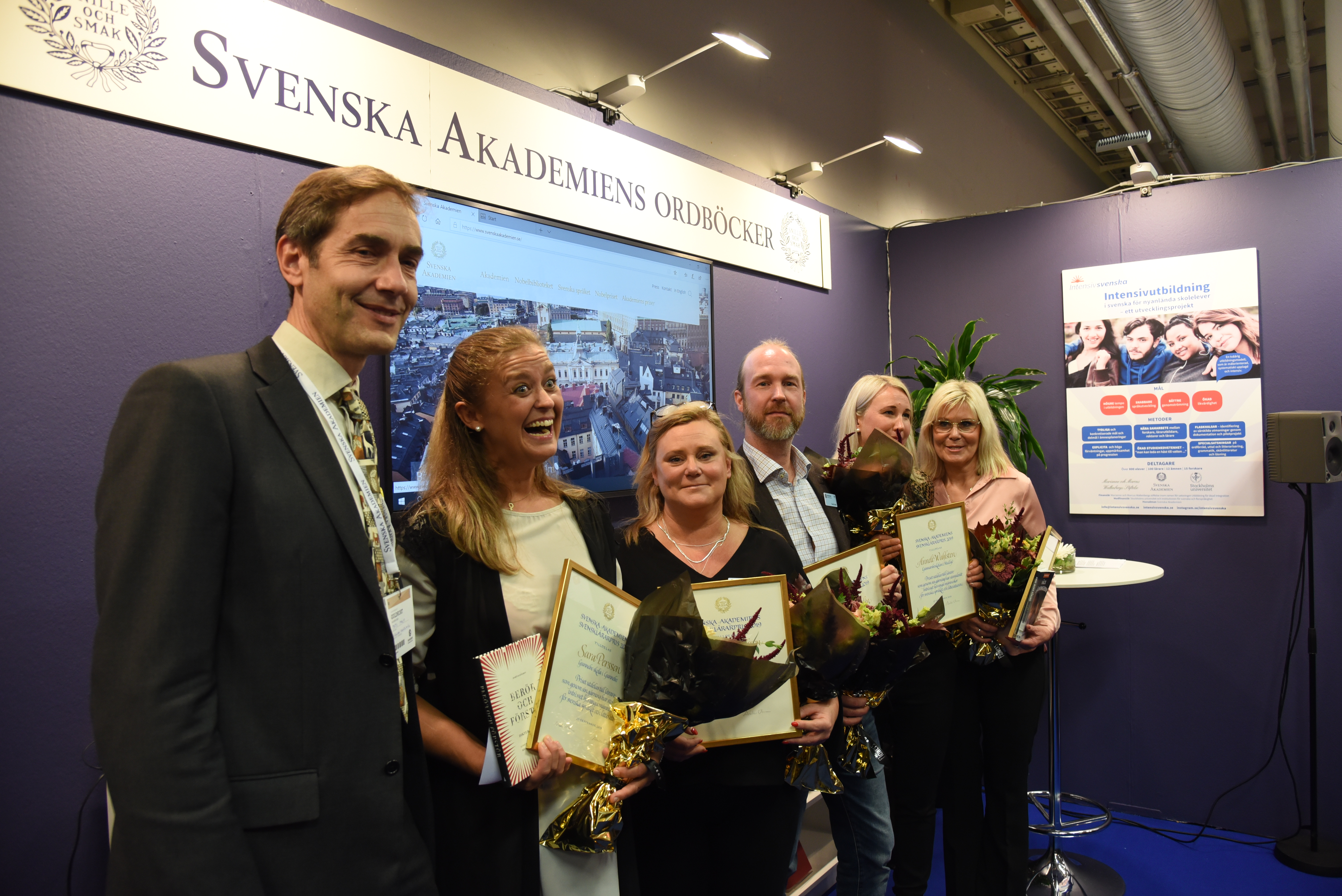
Mottagarna av Svenska Akademiens svensklärarpris 2019 tillsammans med ständige sekreteraren Mats Malm.
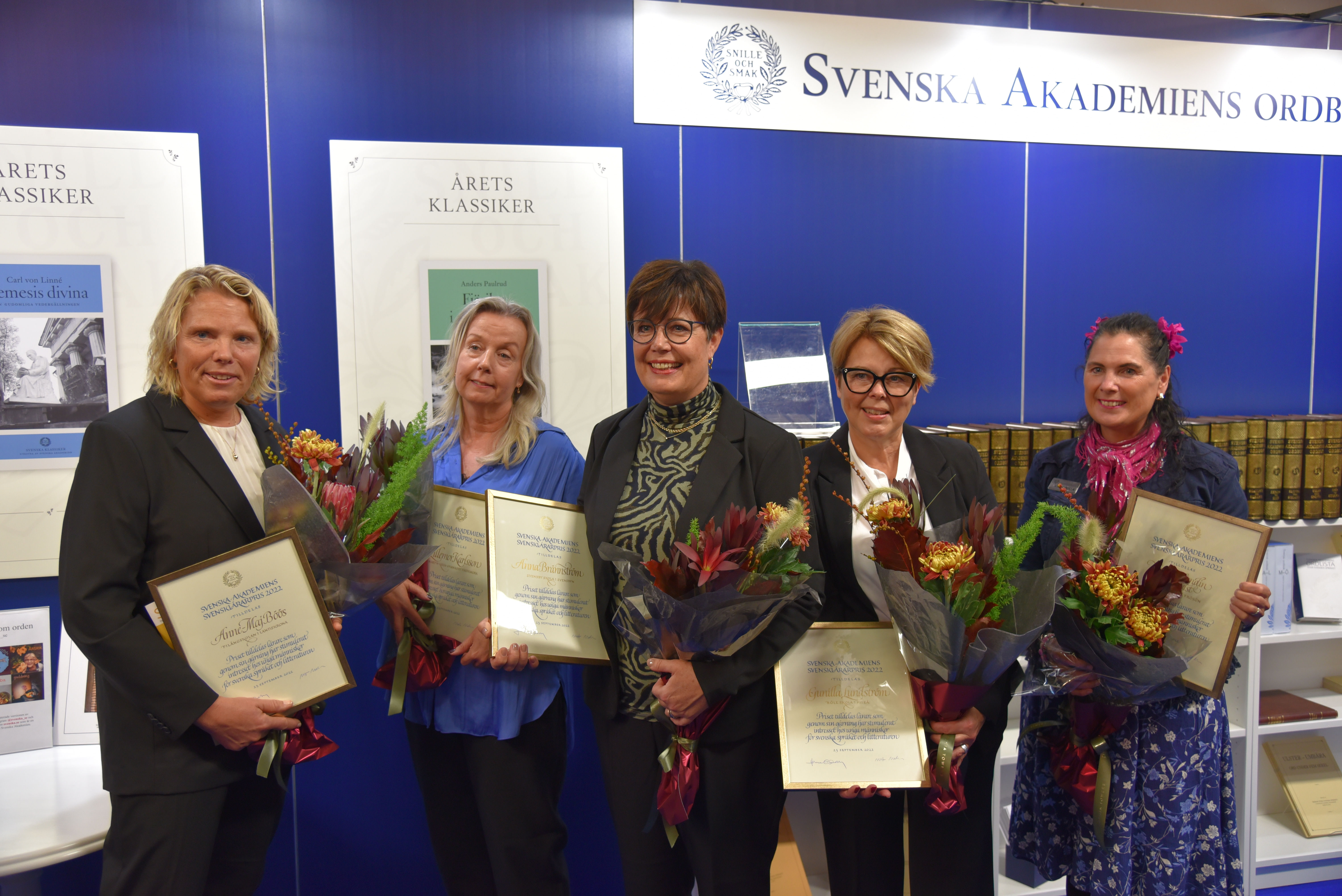
Mottagarna av Svenska Akademiens svensklärarpris 2022.